# اونز کراس رودز (آلاباما)
اونز کراس رودز (به انگلیسی: Owens Cross Roads) شهری در شهرستان مدیسون ایالت آلاباما است که مساحت آن ۲۱٫۸ کیلومتر مربع است و در سرشماری سال ۲۰۱۰ میلادی، ۱٬۵۲۱ نفر جمعیت داشته و تراکم جمعیتی آن، ۶۹٫۷۷ نفر در هر کیلومتر مربع بوده است.